# Dudlalm
Die Dudlalm oder Dulau-Alm ist eine Alm in den Bayerischen Voralpen. Sie liegt im Gemeindegebiet von Wackersberg.
Das Almgebiet befindet sich in einem Kessel zwischen Waxenstein, Kesselkopf und Klausenkopf. Am Almgebiet entsteht der Murnerbach. 
Die Alm wird am einfachsten über einen Fahrweg von Arzbach über das untere Ende des Längentals aus erreicht.